# Пачелма (Чкаловский сельсовет)
Пачелма — село в Пачелмском районе Пензенской области. Административный центр Чкаловского сельсовета.

## География
Находится в западной части Пензенской области на расстоянии приблизительно 9 км на юг от районного центра посёлка Пачелма.

## История
Основано между 1645 и 1710 годами на земле Власа Наумовича Чернцова и 29 керенских служилых людей. Названо по местной речке. В 1710 году упоминается как деревня отставного драгуна Лариона Семеновича Фролова-Багреева. В 1721 году упоминается как село Никольское, Пачелма тож, Керенского уезда князя Семена Яковлевича Енгалычева и дворянина Никиты Гробовникова с товарищами. В 1785 году показано в Верхнеломовском уезде за 23 помещиками. В 1795 году также в Верхнеломовском уезде как селение разных помещиков, в нём 6 домов господских деревянных, 242 крестьянских двора. В 1877 году здесь 507 дворов, каменная Никольская церковь (построена в 1847 году), ярмарка, базар, 4 поташных завода, школа, 9 лавок, синильный и кирпичный заводы, базар по средам. В 1896 году в селе 655 дворов, земская школа. В 1911 году 827 дворов, церковь, земская школа, 2 мельницы с нефтяным двигателем, 15 ветряных мельниц, 3 кузницы, 2 пекарни, 3 лавки. В 1955 году — колхоз имени Чкалова. В 2004 году-238 хозяйств.

## Население
Численность населения: 1873 человека (1795), 2708 (1864 год), 3726 (1896), 5041 (1911), 4025 (1926 год), 2783 (1939), 1815 (1959), 1108 (1979), 683 (1989), 659 (1996). Население составляло 526 человек (русские 98 %) в 2002 году, 422 — в 2010.